# Steinkirchen (Dolna Saksonia)
Steinkirchen (dolnoniem. Steenkark) – gmina w Niemczech, w kraju związkowym Dolna Saksonia, w powiecie Stade, wchodzi w skład gminy zbiorowej Lühe.